# Ōe
Ōe (大江町?) è una cittadina giapponese della prefettura di Yamagata.